# Sido Rukun (Rimbo Ulu)
Sido Rukun is een bestuurslaag in het regentschap Tebo van de provincie Jambi, Indonesië. Sido Rukun telt 5445 inwoners (volkstelling 2010).